# Cranioleuca demissa
A Cranioleuca demissa a madarak (Aves) osztályának verébalakúak (Passeriformes) rendjébe és a fazekasmadár-félék (Furnariidae) családjába tartozó faj.

## Rendszerezése
A fajt Osbert Salvin és Frederick DuCane Godman írták le 1884-ben, a Synallaxis nembe Synallaxis demissa néven.

## Előfordulása
Dél-Amerika északi részén, Brazília, Guyana és Venezuela területén honos. Természetes élőhelyei a szubtrópusi és trópusi hegyi esőerdők. Állandó nem vonuló faj.

## Megjelenése
Testhossza 15 centiméter, testtömege 14-17 gramm.

## Életmódja
Ízeltlábúakkal táplálkozik, melyet egyedileg vagy párban, általában vegyes fajú állományokban, a középszinttől a lombkoronáig keresgél.

## Természetvédelmi helyzete
Az elterjedési területe nagyon nagy, egyedszáma pedig stabil. A Természetvédelmi Világszövetség Vörös listáján nem fenyegetett fajként szerepel.